# Івалані Маккалла
Івалані Маккалла (нар. 17 червня 1971) — колишня ямайська тенісистка.
Найвищу одиночну позицію світового рейтингу — 347 місце досягла 21 серпня 1995, парну — 329 місце — 24 липня 1995 року.
Здобула 1 парний титул туру ITF.
Завершила кар'єру 2002 року.

## Фінали ITF
| турніри $25,000 |
| турніри $10,000 |

### Парний розряд: 2 (1–1)
| Результат | Ранг | Дата           | Турнір                     | Покриття | Партнерка     | Суперниці                    | Рахунок  |
| --------- | ---- | -------------- | -------------------------- | -------- | ------------- | ---------------------------- | -------- |
| Поразка   | 1.   | 16 жовтня 1994 | Сальтільйо, Мексика        | Тверде   | Паула Уманья  | Лакшмі Порурі Елені Россайдс | 1–6, 1–6 |
| Перемога  | 1.   | 30 жовтня 1995 | Фріпорт, Багамські Острови | Тверде   | Ребекка Єнсен | Клер Сешшинс Бейлі Кім Грант | 6–2, 6–4 |

## Участь у Кубку Федерації

### Одиночний розряд
| Розіграш             | Стадія | Дата          | Місце                      | Супротивник | Покриття | Суперниця           | W/L | Рахунок  |
| -------------------- | ------ | ------------- | -------------------------- | ----------- | -------- | ------------------- | --- | -------- |
| Кубок Федерації 1991 | С/Г    | 18 липня 1991 | Ноттінгем, Велика Британія | Парагвай    | Тверде   | Россана де лос Ріос | L   | 3–6, 6–7 |
| Кубок Федерації 1991 | В/Р    | 19 липня 1991 | Ноттінгем, Велика Британія | Філіппіни]  | Тверде   | Дженніфер Сарет     | W   | 6–4, 7–5 |

### Парний розряд
| Розіграш             | Стадія | Дата          | Місце                      | Супротивник | Покриття | Партнерка            | Суперниці                         | W/L | Рахунок       |
| -------------------- | ------ | ------------- | -------------------------- | ----------- | -------- | -------------------- | --------------------------------- | --- | ------------- |
| Кубок Федерації 1991 | С/Г    | 18 липня 1991 | Ноттінгем, Велика Британія | Парагвай    | Тверде   | Йоні Ван Рік Де Ґрот | Россана де лос Ріос Ларісса Шерер | L   | 4–6, 5–7      |
| Кубок Федерації 1991 | В/Р    | 19 липня 1991 | Ноттінгем, Велика Британія | Філіппіни]  | Тверде   | Йоні Ван Рік Де Ґрот | Франческа Ла'О Дженніфер Сарет    | L   | 6–3, 1–6, 4–6 |